# Getting Away with Murder
Getting Away with Murder è il quarto album in studio del gruppo musicale statunitense Papa Roach, pubblicato nel 2004.

## Descrizione
L'album fu inizialmente denominato Dancing in the Ashes, le 12 canzoni sono state prodotte da Howard Benson e mixate da Chris Lord-Alge. L'apertura Blood è in stile Papa Roach, ma più avanti si ha un cambiamento sonoro: la componente rap viene infatti progressivamente limitata con lo scopo di focalizzare l'attenzione sulla voce di Shaddix.
I singoli estratti da questo album sono Scars, Getting Away with Murder e Take Me.
La tour edition dell'album contiene anche tre tracce bonus, Harder Than A Coffin Nail, Caught Dead e una versione dal vivo di Take Me.

## Tracce
1. Blood (Empty Promises) – 2:55
2. Not Listening – 3:09
3. Stop Looking, Start Seeing – 3:08
4. Take Me – 3:26
5. Getting Away with Murder – 3:12
6. Be Free – 3:17
7. Done with You – 2:52
8. Scars – 3:28
9. Sometimes – 3:07
10. Blanket of Fear – 3:21
11. Tyranny of Normality – 2:40
12. Do or Die – 3:25

### Bonus Tracks
1. Harder Than a Coffin Nail – 3:28
2. Caught Dead – 3:04
3. Take Me (Live) – 3:29

### Scaletta originale
1. Not Listening – 3:09
2. Take Me – 3:26
3. Getting Away with Murder – 3:12
4. Scars – 3:28
5. Be Free – 3:17
6. Visions (Reintitolata "Do or Die") – 3:21
7. Done with You – 2:52
8. Blood (Empty Promises) – 2:55
9. Just Go – 2:56
10. These Walls (Reintitolata "Stop Looking, Start Seeing") – 3:07
11. Sometimes – 3:07
12. Tyranny of Normality – 2:40

## Formazione
- Jacoby Shaddix - voce
- Jerry Horton - chitarra
- Tobin Esperance - basso
- Dave Buckner - batteria